# Gamones (despoblado)
Gamones es un despoblado español situado en el término municipal de Palazuelos de Eresma, en la provincia de Segovia, comunidad autónoma de Castilla y León, España. 
El núcleo se conformó en torno a un molino del siglo XVIII que a principios de siglo XIX se transformó en fábrica de hebillas, quedando despoblado a final de ese siglo.El peligro que supone su posible desaparición, el abandono institucional y mal uso de sus propietarios llevó a ser incluido el recinto en la Lista roja de patrimonio en peligro el 20 de noviembre de 2024 por la asociación de utilidad pública Hispania Nostra.

## Toponimia
El topónimo debe su nombre a los gamones, planta bastante tóxica para el ganado, por lo que abundan en los sitios muy pastoreados.

## Ubicación

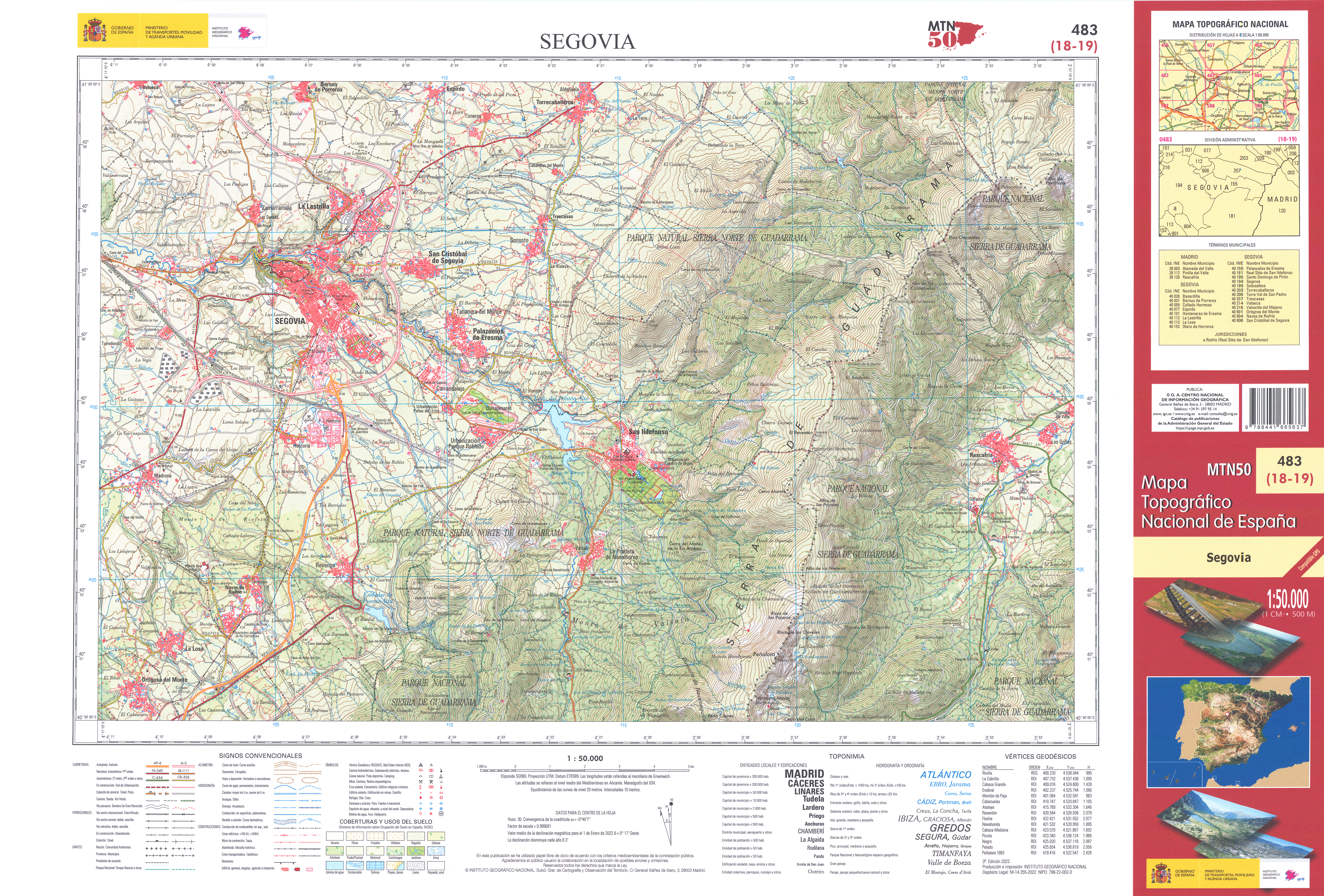
Fragmento de la hoja 483 del Mapa Topográfico Nacional de España de 2022 en el que se representa parte de la zona donde se ubica Gamones

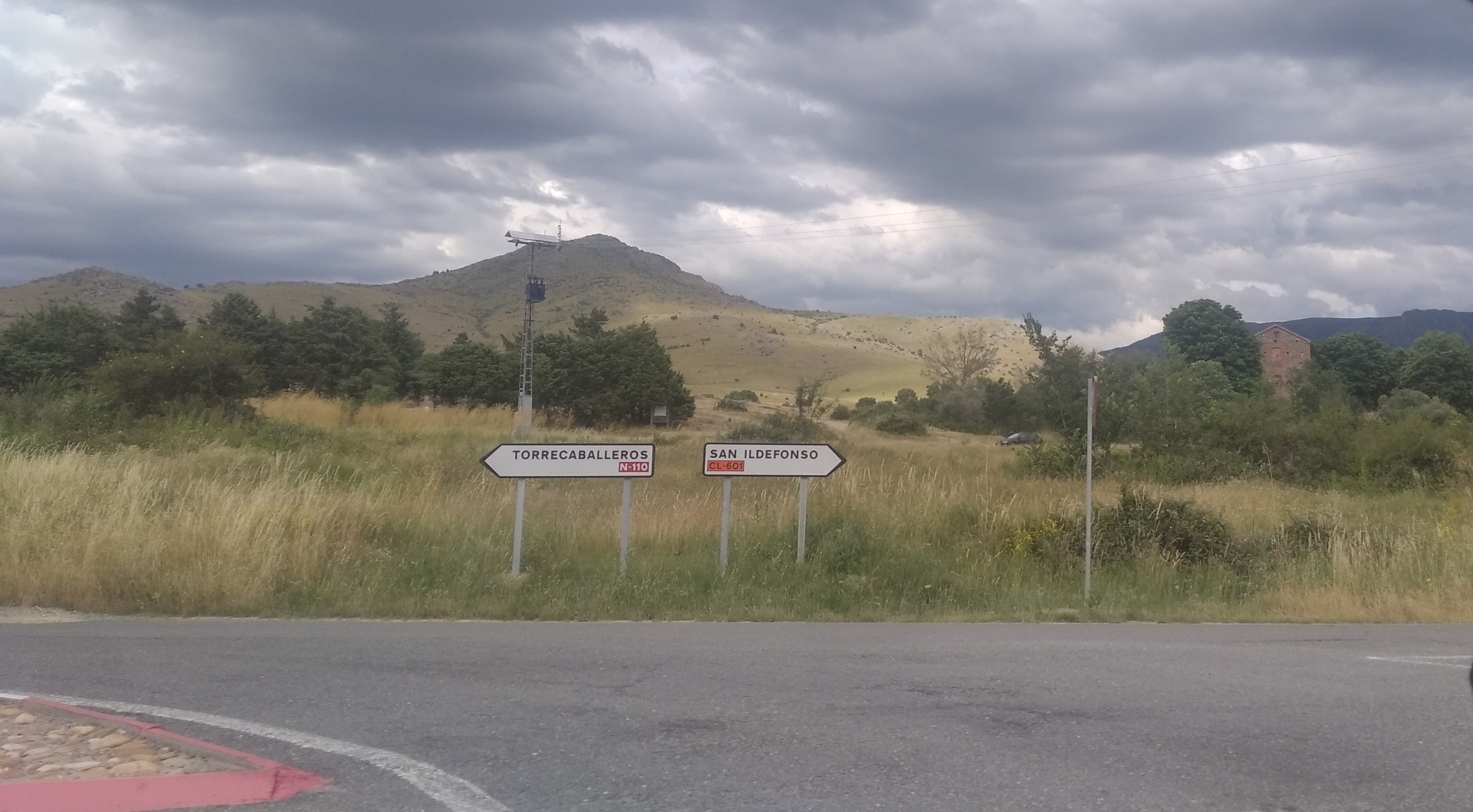
Entrada a Gamones desde el cruce de carreteras, con el pico de La Atalaya al fondo

Situado a menos de un kilómetro de distancia al noreste de Palazuelos de Eresma, en el cruce de la carretera SG-P-6121 (que une la CL-601 en La Granja de San Idelfonso con la N-110 en Torrecaballeros), la SG-V-6122 (que une la primera con Palazuelos de Eresma) y la Cañada de la Vera de la Sierra. Por su término fluye una cacera con su nombre.
La finca se encuentra dentro del parque natural de la Sierra de Guadarrama, en zona ZEPA y ZEC calificada como Paisaje Valioso por las Directrices de Ordenación del Territorio de Segovia y su entorno (DOTSE), a ambos lados de la Cañada Real Soriana Occidental y atravesada por la cacera madre del río Cambrones.

## Historia
Sobre una de las caceras de la Noble Junta de Cabezuelos alimentada por el río Cambrones, el arquitecto real José Díaz Gamones edificó un molino, que se conserva en parte, a mediados del siglo XVIII.
El molino se remodeló a la dirección de John Dowling en el siglo XIX una fábrica de cadenas y hebillas que fue propiedad de un industrial belga. 
Según la información proporcionada por el Diccionario geográfico-estadístico de España y Portugal de Sebastián Miñano, el molino de Gamones, ya catalogado como despoblado, contaba en 1826 con cuatro habitantes censados.
La población desapareció a finales del siglo XIX, quedando como lugar de enfrentamiento entre el bandolero El Tuerto de Pirón y su banda con la Guardia Civil. A pesar de todo, el lugar no perdió la clasificación de núcleo de población y zona urbanizable.
En 1940 vuelve a figurar momentáneamente como núcleo habitando con cuatro viviendas y otras cuatro edificaciones que aglutinaban en total a 15 habitantes de derecho; 13 de hecho.
Actualmente cerrado, el complejo se encuentra semirruinoso y abandonado y en semirruina, ocasionalmente usado como almacén y recinto ganadero. A pesar de ser un bien catalogado dentro del Inventario de Patrimonio industrial de Castilla y León, el recinto fue incluido el 20 de noviembre de 2024 en la Lista roja de patrimonio en peligro por la asociación de utilidad pública Hispania Nostra, alegando peligro de desaparición si no es intervenido, además de abandono institucional y mal uso de sus propietarios.

### Batalla judicial por su urbanización
El Plan Parcial ‘Gamones’, que afectó a una superficie de unas 16,5 hectáreas con la prevista construcción de 63 viviendas unifamiliares en parcelas de 2000 m², fue aprobado en 1997 con las autorizaciones correspondientes de la Comisión Territorial de Urbanismo y los informes favorables. Sin embargo, la Asociación Ecologistas en Acción de Segovia presentó alegaciones al plan, con el objetivo último de incluir ese espacio dentro del suelo no urbanizable de la zona del parque natural de Protección. En 2017 el Ayuntamiento oyendo las razones de los ecologistas paralizó el Plan Parcial ‘Gamones’ declarando su término ‘suelo rústico de protección natural’.  Esto produjo gran frustración a los propietarios cuyo portavoz Roberto Moreno presentó un recurso administrativo ante el Tribunal Supremo.
El 18 de mayo de 2020 el Tribunal Supremo confirmó la inviabilidad de urbanizar Gamones; la sentencia fue la tercera que dio la razón a Ecologistas en Acción de Segovia y al Ayuntamiento de Palazuelos de Eresma, y resolvió el recurso presentado por el propietario y promotor de la urbanización que consideraba que no podían entenderse aprobado por silencio administrativo, lo que hubiera permitido ejecutar la urbanización.
Tras cuatro años de pleitos y tres sentencias favorables, con esta sentencia firme del Tribunal Supremo, Ecologistas en Acción defiende que fue aprobado el proyecto de actuación y urbanización por silencio administrativo.